# ムンプスウイルス
ムンプスウイルス(Mumps orthorubulavirus)は、パラミクソウイルス科ルブラウイルス亜科オルソルブラウイルス属に属する流行性耳下腺炎（おたふく風邪）の原因ウイルスである。
ビリオンは、直径150 - 300nmで球状になっており、カプシドの内部には転写に必要な複合体構造がある。